# Gmina Čoka
Gmina Čoka (serb. Opština Čoka / Општина Чока) – gmina w Serbii, w Wojwodinie, w okręgu północnobanackim. W 2018 roku liczyła 10 262 mieszkańców.